# Zeche Argus (Witten)
Unter dem Namen Zeche Argus wurden in Bommern zwei Kleinzechen betrieben. Über diese Zechen ist nur sehr wenig bekannt, es handelt sich dabei um die Zechen Argus und Argus I.

## Zeche Argus
Die Zeche Argus war nur wenige Monate in der Zeit vom 15. Juli 1954 bis zum 10. September desselben Jahres in Betrieb. Besitzer dieser Kleinzeche war die Argus Bergbau GmbH.

## Zeche Argus I
Die Zeche Argus I wurde 1925 in den Unterlagen genannt. Sie befand sich nahe der Zeche Bommerbänker Tiefbau. Vermutlich wurde nur unbedeutender Bergbau betrieben.